# Anders Ring
Herman Anders Ring (født 9. oktober 1900 i Vinderød, død 27. september 1948 i Stockholm) var en dansk sølvsmed og autodidakt maler. Han var søn af L.A. Ring og Sigrid Kähler. Dermed var han bror til Ghita Hempel og Ole Ring.
Anders Ring kom i lære hos guldsmed O.J. Berg, Roskilde 1915-18; hos Mogens Ballins Efterfølger, København 1918-20.
Anders Ring var anerkendt som sølvsmed og brugte stempel "A.Ring" i sine arbejder.Hans motiver kom fra dyre- og planteriget, fra de daglige omgivelser eller fra Bibelen, Han fik et hængesmykke der fremstillede Syndefaldet fra Bibelen, vist på Koloristernes udstilling i 1943.
Ring arbejdede som sølvsmedesvend hos Holger Kyster i Kolding 1920- 21, og havde egen sølvsmedje i København fra 1925. 